# Heinrich Prell
Heinrich Bernward Prell, född 11 oktober 1888 i Kiel, död 25 april 1962 i Tharandt, var en tysk entomolog. Han var son till Hermann Prell.
Prell blev professor i Tübingen 1919 och i Tharandt 1923, varvid han även blev chef för den zoologiska avdelningen av sachsiska skogsförsöksanstalten. Han behandlade i ett stort antal arbeten olika djurformer från såväl teoretiska som praktiska synpunkter. Från 1929 var han medutgivare av Zeitschrift für Parasitenkunde.